# Bernard Jakoby

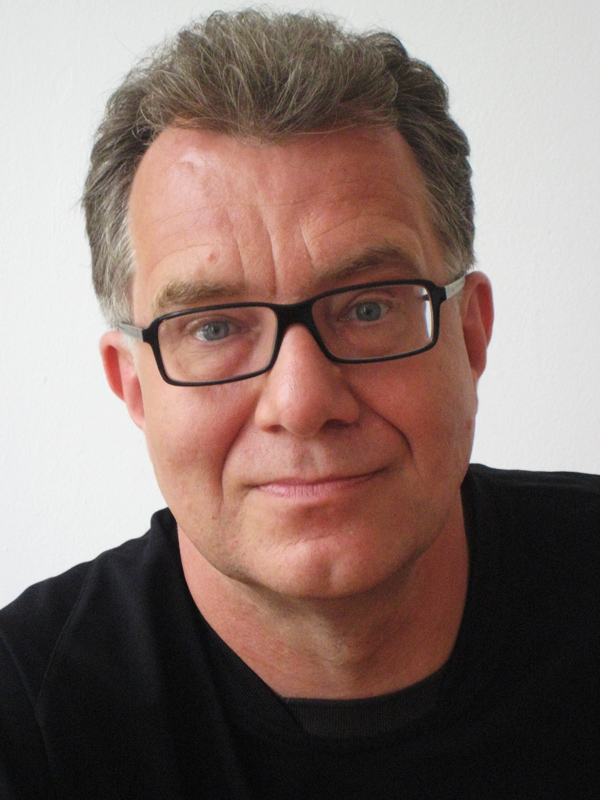
Bernard Jakoby

Bernard Jakoby (* 6. August 1957 in Cloppenburg) ist ein deutscher Autor, Magister der Literaturwissenschaft und hält Vorträge zum Thema Tod in Berlin und dem gesamten deutschsprachigen Raum. Sein erstes Buch Auch du lebst ewig  machte ihn bekannt. Seine Bücher wurden in mehrere Sprachen übersetzt. Durch sein Engagement erfahren Sterbeforschung und Sterbebegleitung weiterhin eine große Aufwertung. Bernard Jakoby schreibt nach wie vor regelmäßig Bücher, die viele Leserinnen und Leser begeistern. Sein letztes Buch "Wir sehen uns wieder" erschien im Jahr 2024.

## Tätigkeit
Bernard Jakoby setzt sich mit Nahtoderfahrungen, Nachtod-Kontakten, dem Sterbeprozess und der Sterbe- und Trauerbegleitung auseinander. Er ist bemüht, Beweise zu erbringen, dass das Bewusstsein und die Seele nach dem Tod des menschlichen Körpers weiter existieren und es ein Leben nach dem Tod gibt, der Tod nur ein Übergang in eine andere Form des Seins ist, was durch die zahlreichen, spontan erlebten Nachtodkontakte empirisch nachweisbar sein soll.
Das Hauptanliegen von Bernard Jakoby ist, durch Berichte über ein „Leben nach dem Tod“ Ängste im Umgang mit Sterbenden und dem Tod abzubauen. So veranstaltet er regelmäßig Seminare und Vorträge in Deutschland, Österreich und der Schweiz und gibt in Presse, Rundfunk und Fernsehen Interviews zum Thema.
Seit einigen Jahren erhält Bernard Jakoby nach eigener Aussage „Durchgaben“ von seinem „Seelenbegleiter“ Grégory. 2009 veröffentlichte er den diesbezüglich ersten Band unter dem Titel Gesetze des Jenseits – Botschaften von Gregory. In diesem Buch geht es um den Bewusstseinswandel in der heutigen Zeit und wie ein Mensch den Kontakt zu seiner Seele herstellen kann.

## Bibliografie
- 2000 Auch du lebst ewig – Die Ergebnisse der modernen Sterbeforschung. LangenMüller Verlag, ISBN 978-3-7844-2775-1.
- 2001 Das Leben danach – Was mit uns geschieht, wenn wir sterben. Langen Müller Verlag, ISBN 978-3-7844-2832-1.
- 2003 Keine Seele geht verloren – Hilfe und Hoffnung bei plötzlichen Todesfällen und Suizid. LangenMüller Verlag, ISBN 978-3-7844-2928-1
- 2004 Mit den Engeln über die Schwelle zum Jenseits – Bernard Jakoby fragt, die Engel geben Antwort. (Autorin: Alexa Kriele), Kailash Verlag, ISBN 978-3-7205-2541-1
- 2005 Die Brücke zum Licht – Nahtod-Erfahrung als Hoffnung. Rowohlt Verlag, ISBN 978-3-7844-2887-1
- 2006 Begegnungen mit dem Jenseits – Zum Phänomen der Nachtod-Kontakte. Rowohlt Verlag, ISBN 978-3-499-62063-8
- 2007 Geheimnis Sterben – Was wir heute über den Sterbeprozess wissen. Rowohlt Verlag, ISBN 978-3-499-62067-6
- 2007 Wir sterben nie – Was wir heute über das Jenseits wissen können. Rowohlt Verlag, ISBN 978-3-485-01117-4
- 2008 Alles wird gefügt – Hilfe im Umgang mit Tod und Trauer. Rowohlt Verlag, ISBN 978-3-7844-3013-3
- 2008 Georgs Reise zu Gott. Basic Erfolgsmanagement Verlag, ISBN 978-3-9810774-4-5
- 2009 Gesetze des Jenseits – Botschaften von Grégory. Nymphenburger Verlag, ISBN 978-3-485-01193-8
- 2010 Hoffnung auf ein Wiedersehen – Liebevolle Sterbebegleitung und Trost für Angehörige. Nymphenburger Verlag, ISBN 978-3-485-01301-7
- 2011 Wege der Unsterblichkeit – Neue Erkenntnisse über die Nahtoderfahrung. Nymphenburger Verlag, ISBN 978-3-485-01341-3
- 2012 Das Erwachen der Liebe – Überlebensbotschaften für die Zukunft der Menschheit. Nymphenburger Verlag, ISBN 978-3-485-01371-0
- 2018 Ich lass dich nicht allein Sterben – Würdevoll Abschied nehmen. Knaur Menssana Verlag, ISBN 978-3-426-65829-1
- 2019 Trost und Hilfe aus dem Jenseits – Gespräche mit Verstorbenen. Nymphenburger Verlag, ISBN 978-3-485-02936-0
- 2020 Unsterbliche Kinderseelen – Die Abenteuer der menschlichen Seelenreise. Knaur Menssana Verlag, ISBN 978-3-426-65857-4
- 2023 Warum sind wir auf der Erde? – Nahtoderfahrungen und Rückführungen - Was sie uns über den Seelenplan des Lebens sagen. Nymphenburger Verlag, ISBN 978-3-96860-022-2
- 2024 Wir sehen uns wieder – Phänomene in Todesnähe. Nymphenburger Verlag, ISBN 978-3-96860-090-1

## Diskografie (Hörbücher)
- 2002 Auch du lebst ewig – Eine spirituelle Reise in die Unsterblichkeit (Audio CD). Langen/Müller Audio-Books, ISBN 978-3784440217
- 2006 Begegnungen mit dem Licht – Trost und Hoffnung in Meditationen und Musik (Audiobook) (Audio CD). Langen/Müller Audio-Books, ISBN 978-3784440965
- 2010 Hoffnung auf ein Wiedersehen – Geführte Meditationen für liebevolle Sterbebegleitung und zum Trost für Angehörige (Audio CD). LangenMüller Verlag Audio-Books, ISBN 978-3784442242

## Filmografie
- 2008 Wir sterben nie – Vortrag über Sterbeforschung und Nahtoderfahrungen (DVD). ISBN 978-3981078459